# Milford (Utah)
Milford è una città degli Stati Uniti d'America, situata nello Stato dello Utah, nella Contea di Beaver.